# Punta Tijuca
La punta Tijuca es una punta que forma el lado noroeste de la entrada de la bahía Hound (o bahía Jorge) en la costa norte de la isla San Pedro en el archipiélago de las islas Georgias del Sur. El nombre de punta pingüino se aplicó probablemente para esta área por el personal de Investigaciones Discovery que hicieron una encuesta en esta costa en 1930. Después de la SGS, entre 1951 y 1952, se recomendó que este nombre se modifique para evitar la confusión con los muchos otros sitios llamados "Pingüino". 
El nombre de punta Tijuca recuerda al navío argentino Tijuca, matriculado en Buenos Aires, que era una barca de tres palos construida en Nantes en 1866. 
Desde 1908 en adelante, fue utilizado como un buque de transporte de la Compañía Argentina de Pesca, que se extendió entre Buenos Aires y la estación de la caza de ballenas en Grytviken. Fue retirada del servicio en 1946.